# 丹尼爾·布恩 (歌手)
丹尼爾·布恩（英語：Daniel Boone，1942年7月31日—2023年1月27日），原名彼得·查爾斯·格林（Peter Charles Green），是一位英國流行音樂家，憑藉1972年的單曲《美麗的星期天》。這首歌由布恩和羅德麥奎因創作，全球銷量超過2,000,000張。1972年夏末，它在告示牌百強單曲榜 單曲排行榜 上達到頂峰，並在同一年早些時候達到英國單曲榜的第21位。 1972年，布恩榮獲《滾石》雜誌頒發的「最受喜愛歌手」獎。

## 早期職業生涯為彼得李斯特林和/或布魯斯隊
彼得·格林（後來成為彼得·李·斯特林）在一支名為“Beachcombers”的樂隊中以吉他手和主唱的身份開始了他的職業生涯，該樂隊於1958年至1962年期間在伯明翰地區演出獲得了第三名。當他們遇到湯米·布魯斯時，他們的命運發生了變化，後者在1960年憑藉《Ain't Misbehavin'》獲得了第三名。儘管樂器伴奏是由 EMI 的會議音樂家提供的，但這張專輯以及隨後的一些版本都被認為是“Tommy Bruce and the Bruisers”的作品。布魯斯對這次會議的描述如下：
"我在伯明罕遇見了他們。他們在廣場俱樂部工作。我在那裡演出。他們很棒。聲樂、伴奏等等。尤其是主音吉他手皮特（彼得·格林）。他太棒了。我說怎麼樣？麥金蒂（Donald McGinty，1946年6月23日出生）。"
藍調樂團 (The Bruisers) 與布魯斯 (Bruce) 和他的經紀人 巴里梅森 一起在百代 (EMI) 開始了他們的唱片生涯，後來成為著名的歌曲作家。1963年3月，彼得·格林 (Peter Green) 以“李·斯特林”(Lee Stirling) 名義發行了一首名為“My Heart Commands Me”的獨唱專輯。梅森和（現已更名）斯特林隨後合作創作了他們的第一次歌曲創作作品。梅森回憶道："和我一起寫作的第一個人是彼得·李·斯特林，他後來成為丹尼爾·布恩，原名彼得·格林。他和一個叫做The Beachcombers 的樂隊在一起，後來成為了The Bruisers，他們支持湯米·布魯斯！ 我的第一個上榜作品是The Bruisers 的《Blue Girl》是我和 Peter 一起寫的。"
《藍色女孩》於1963年7月11日發行，
並於8月8日進入英國排行榜，最終排名第 31 位。憑藉這首熱門歌曲，樂團於10月26日登上了《感謝你的幸運星電視節目，表演了後續歌曲《I Could If I Wanted》到」。這可能是布魯斯隊唯一一次以團體形式出現在電視上，儘管彼得·李·斯特林在節目的後續版本以及《Ready Steady Go!》中單獨出現。 《如果我想的話我可以》和隨後發行的《輪到你哭泣》和《我相信》都沒有成功。第一次使用全名「Peter Lee Stirling」是在 1964 年的《Sad, Lonely and Blue》中，但 1964 年至 1970 年間以這個名字發行的八張唱片沒有一張進入英國排行榜。然而，斯特林繼續撰寫或共同創作《我想你》和《Don’t Turn around》，這兩首歌曲都是The Merseybeats的熱門歌曲，並為凱西·柯比共同創作了《我屬於》，1965年在歐洲歌唱大賽中獲得第二名。
布魯斯隊於1967年解散，斯特林與伯納德·馬蒂摩爾成為合夥人，位於倫敦白教堂路的錄音室，專門錄製當代圖表材料。隨後他加入了錄音室樂團“Hungry Wolf”，發行了一張專輯，當他們成為“Rumpelstiltskin”時，他又與他們合作製作了兩張專輯。他也為電影《追星女孩》和《再見雙子座》創作了音樂。

## 丹尼爾·布恩的職業生涯
1971年，彼得·格林作為歌手/詞曲作者加入拉里·佩奇的Penny Farthing唱片公司（Penny Farthing Records），並將藝名由Peter Lee Stirling改為丹尼爾·布恩，以美國民間英雄命名。他為該廠牌發行的第一首歌曲是一首名為“爸爸你走得那麼快”的民謠，由傑夫·斯蒂芬斯和彼得·卡蘭德 創作，這為他帶來了第一個也是唯一一個，在英國排名前20位，最高排名第17位。隨後，布恩與另一位為 Penny Farthing 工作的詞曲作者羅德·麥昆合作創作了後續作品。結果是《媽媽》，未能在排行榜上產生任何影響。
接下來發生的事情由當時擔任 Penny Farthing 出版公司總經理的 Terry Noon 解釋道：
「兩位作曲家Daniel Boone 和Rod McQueen 與我們簽約已有一段時間，一天早上他們來到我的辦公室說，『我們寫了一首很棒的歌。』我說，『好的，坐下來。 '喝杯茶。間小房間，裡面有一架鋼琴，真的很小。 ，儘管有些人歌詞還沒寫完，拉里就站在那裡，等歌詞寫完後，他說：“這首歌很火，我下週要錄下來。”然後他轉向我，我說：“是的，我認為這是一場精彩的演出」。我確實這麼認為。整個演出非常激動人心。我們在一個狹小的空間裡；丹尼爾在鋼琴上不停地敲打。他們唱得非常大聲。你可以看出來，你可以感覺到，你脖子後面的小毛髮都豎了起來。整個過程的速度很快。我們第一週聽了這首歌，第二週就把它錄了下來。然後拉里決定趕緊把它推出去」。
唱片名稱為《美麗的星期天》。該歌曲於1972年3月發行，並在英國單曲榜 中排名第21 位。上排名第15 位。它也登上了澳洲和紐西蘭（金唱片）、阿根廷、比利時、法國、義大利、墨西哥、南非、斯堪的納維亞、荷蘭和德國的排行榜。
布恩在德國大受歡迎，並發行了德語版的《美麗的星期天》及其後續作品《安娜貝爾》。1972年5月至6月底，《美麗的星期天》在德國排行榜上名列第一。
《Beautiful Sunday》仍然是日本 Oricon 排行榜上國際藝人的最暢銷的單曲（在歷屆單曲銷量榜上排名第 19 位，銷量接近兩已售出100 萬份）。這首歌由巴西歌手 Angelo Maximo 用巴西葡萄牙語錄製，名為“Domingo Feliz”（快樂星期天），巴西流行樂隊 Renato e seus Blue Caps 也錄製了這首歌，Angelo Maximo 一炮走紅但Renato E seus Blue Caps 並未上榜，Daniel Boone 也從未在巴西發行過專輯。這首歌被翻譯成俄語，並被俄羅斯流行樂團 Чиж и Ко 翻唱，成為 1996 年俄羅斯音樂排行榜的熱門歌曲。
它也成為蘇格蘭足球俱樂部鄧迪聯隊球迷中流行的歌曲。眾所周知，布恩是鄧迪聯隊的終身球迷，並曾多次試圖投資該俱樂部。布恩和麥昆也創作了《藍色是顏色》，這是切爾西的足球隊歌。
布恩繼續他的作曲家生涯，並於1992年與拉里·佩奇合作，為 The Troggs 樂隊的《Athens Andover》專輯創作了兩首歌曲（“Tuned into Love”和“Hot Stuff”）。

## 逝世
2023年1月27日，布恩在德文郡佩恩頓去世，享年80歲。